# Саївський заказник

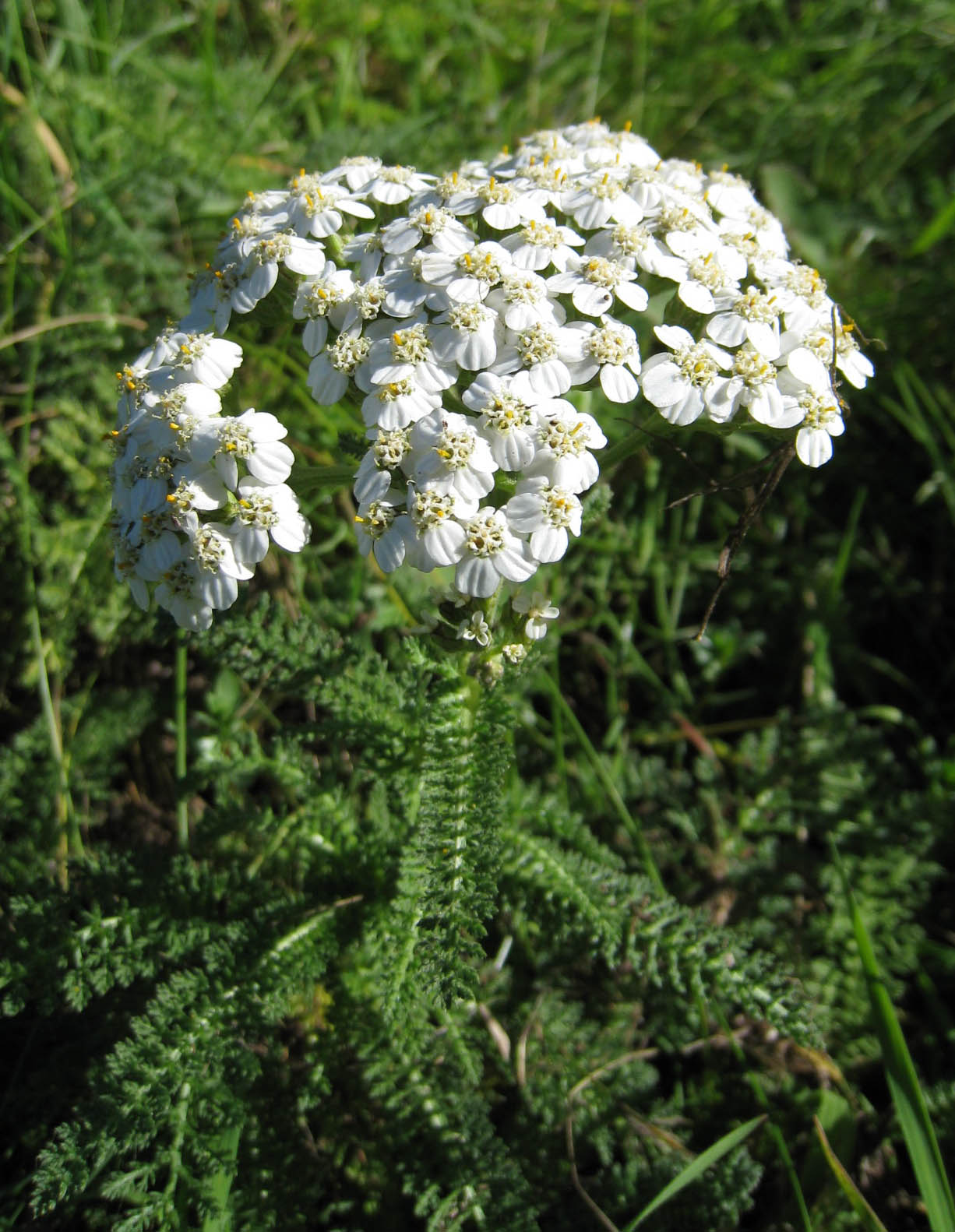
деревій звичайний

Са́ївський заказник — ботанічний заказник місцевого значення в Україні. Розташований у межах Роменського району Сумської області, між селами Козельне та Саєве (1 км на схід від села Козельне).
Площа 9,5 га. Створений згідно з розпорядженням голови облдержадміністрації від 14.12.1995 року № 237. Перебуває у віданні: Козельненська сільська рада.

## Історія
Ще в 20-ті роки XX століття до села Козельне доходили лучностепові угіддя відомого Михайлівського кінного заводу, які ніколи не зазнавали дії плуга, що з початку століття і в наступні роки дуже зацікавило видатних ботаників того часу завдяки своєму великому флористичному багатству і спонукало розгортання ботанічних досліджень та клопотання щодо організації тут заповідника. В основному Гербарії Інституту ботаніки НАН України до цього часу зберігаються гербарні зразки, зібрані ботаніками на Михайлівській цілині поблизу села Козельне, про що є вказівки у 12-томному виданні «Флори УРСР», опублікованому протягом 1938—1965 років.

## Вплив людини
За перший десяток післяреволюційних років від того цілинного степу, що займав понад 1000 га, залишилося лише 202 га. Створення в 1928 році заповідника «Михайлівська цілина» врятувало цю ділянку від розорювання. Тепер навколо заповідника всі землі розорані. Лише подекуди збереглися залишки степу на схилах балок, недоступних для розорювання, але практично всі вони змінені непомірним пасовищним навантаженням. Така ж доля спіткала і колишні степи поблизу села Козельне. Близько 87 % площі місцевого КСП ім. Фрунзе займає рілля. Із 285 га природних кормових угідь, представлених луками та залишками степу на схилах балок, лише 9,5 га (0,4 % від усієї площі) використовується для сіножаті, на решті — проводиться інтенсивний випас худоби, який за багато десятків років призвів до деградації їх трав'яного покриву. Саме на ділянці, що використовується для сінокосіння і не зазнала пасовищної деградації, розташований Саївський ботанічний заказник.

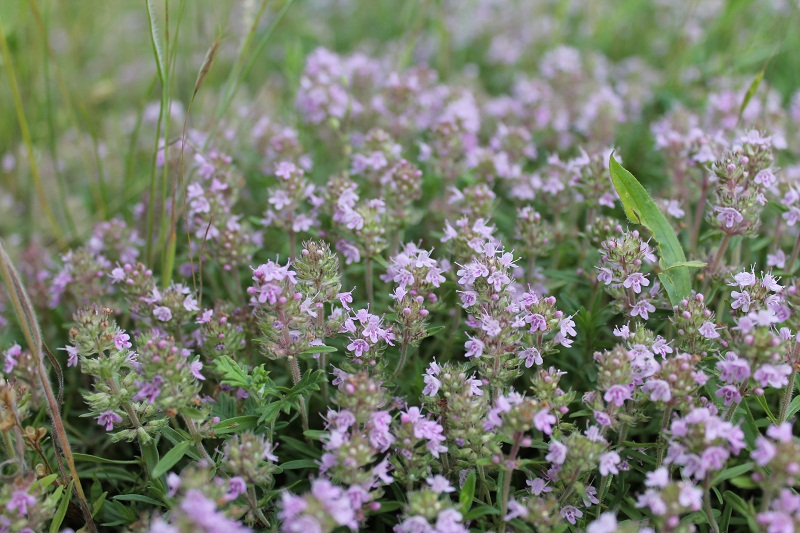
Чебрець Маршаллів (Thymus marschallianus)

## Флора

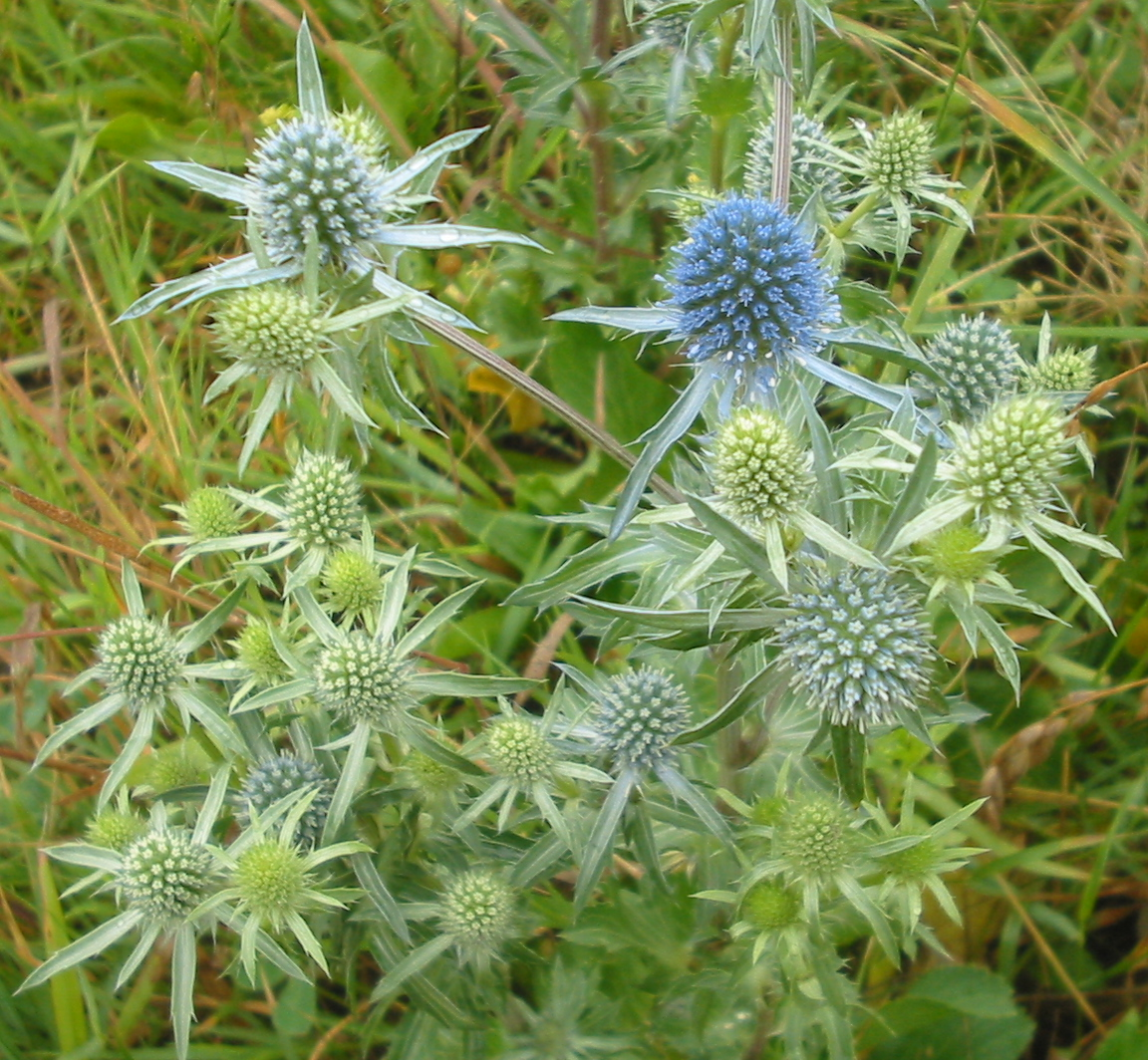
миколайчики пласкі

До складу рослинних угруповань входять: тонконіг вузьколистий, костриця борозниста (типчак), Пирій повзучий та невеликі фрагменти інших лучностепових угруповань у верхів'ях і на схилах балки різних експозицій (окрім північної). Серед густих і більш-менш високих злаків рясніють різнобарв'ям численні види різнотрав'я, що характерні для лучного степу — це шавлія дібровна, шавлія кільчаста, шавлія лучна, чебрець Маршаллів, королиця звичайна, в'язіль барвистий, астрагал австрійський, гострокільник волосистий, звіробій звичайний, оман шорсткий, види вероніки, дивини, нечуй-вітру, дзвоників і багато інших.
Велику частку в травостої становлять бобові, зокрема, люцерна румунська, лежача, конюшина гірська, польова, заяча, конюшина багатолиста тощо. Часто трапляються миколайчики плоскі та польові, свербіжниця польова, цмин пісковий, деревій звичайний, рясні ділянки полуниці. Звичайними є куртини собачої кропиви п'ятилопатевої, різака звичайного. Зрідка трапляються ранньою весною брандушка різнокольорова, занесена до Червоної книги України.

## Перспективи
Є сподівання, що в умовах охоронного режиму на території заказника створяться сприятливі умови для відновлення в травостої ряду характерних для цих угідь видів, зачатки яких зберігаються в ґрунті.